# Without You (Silverchair)
Without You è un singolo del gruppo musicale australiano Silverchair, pubblicato nel 2002 ed estratto dall'album Diorama.

## Tracce
- CD (AUS)

1. Without You
2. Asylum
3. Hollywood
4. Ramble